# Pyrinia sterrhata
Pyrinia sterrhata là một loài bướm đêm trong họ Geometridae.